# Ruth Arnon
Ruth Arnon (1 de junio de 1933) es una bioquímica israelí, codescubridora del acetato de glatiramer, utilizado en el tratamiento de la esclerosis múltiple.

## Biografía
Ruth Arnon nació en Tel Aviv (Israel) y estudió química en la Universidad Hebrea de Jerusalén. Compagina su trabajo en el ejército israelí como con el Instituto Weizmann de Ciencias dentro del campo de la Inmunología. Allí, en 1995, descubre junto a Michael Sela el acetato de Glatiramer, por lo que ambos fueron galardonador con el Premio Wolf en Medicina en 1998.
Anteriormente, había sido galardonada con el Premio Robert Koch en 1979 junto a Peter Starlinger.